# Лютеранская ортодоксия
Лютеранская ортодоксия (нем. Lutherische Orthodoxie) — эра становления лютеранства, последовавшая за составлением Книги Согласия в 1580 году и продлившаяся до 1675. Отличается догматической стройностью, приближённой к средневековой схоластике. Оформилась в полемике с иезуитами. Приверженность церковной традиции, выраженной в преданности её историческому духовному опыту и поиске совместного пути спасения в Мистическом Теле Христовом (Церкви), вызвала реакцию в лице пиетизма, сосредоточенного прежде всего на личностном поиске Бога.

## Представители
- Мартин Хемниц
- Иоганн Герхард
- Абрахам Калов
- Йохан Квенштедт
- Давид Холлац

## Примечание
1. ↑  Московская церковь «Благовещение» лютеранского вероисповедания. Дата обращения: 6 июня 2010. Архивировано 25 декабря 2009 года.